# U-13 (1935)
| U-13                       | U-13                                                           | U-13                                                           |
| -------------------------- | -------------------------------------------------------------- | -------------------------------------------------------------- |
|                            |                                                                |                                                                |
|                            |                                                                |                                                                |
|                            |                                                                |                                                                |
| Під прапором               | Третій Рейх                                                    | Третій Рейх                                                    |
| Порт приписки              | Кіль, Вільгельмсгафен                                          | Кіль, Вільгельмсгафен                                          |
| Спуск на воду              | 9 листопада 1935                                               | 9 листопада 1935                                               |
| Виведений зі складу флоту  | 31 травня 1940                                                 | 31 травня 1940                                                 |
| Сучасний статус            | загинув                                                        | загинув                                                        |
| Проєкт                     |                                                                |                                                                |
| Тип ПЧ                     | Малий ДПЧ                                                      | Малий ДПЧ                                                      |
| Основні характеристики     |                                                                |                                                                |
| Швидкість (надводна)       | 13 вузлів                                                      | 13 вузлів                                                      |
| Швидкість (підводна)       | 7 вузлів                                                       | 7 вузлів                                                       |
| Гранична глибина занурення | 150 м                                                          | 150 м                                                          |
| Екіпаж                     | 27 осіб                                                        | 27 осіб                                                        |
| Розміри                    |                                                                |                                                                |
| Довжина найбільша (по КВЛ) | 42,7 м                                                         | 42,7 м                                                         |
| Ширина корпусу найб.       | 4,08 м                                                         | 4,08 м                                                         |
| Висота                     | 8,6 м                                                          | 8,6 м                                                          |
| Середня осадка (по КВЛ)    | 3,9 м                                                          | 3,9 м                                                          |
| Водотоннажність надводна   | 279 т                                                          | 279 т                                                          |
| Озброєння                  |                                                                |                                                                |
| Артилерія                  | 1 × 2 cm/65 C/30 (1000 снарядів)                               | 1 × 2 cm/65 C/30 (1000 снарядів)                               |
| Торпедно- мінне озброєння  | 3 TA калібру 533 5 торпед або 18 мін (за іншими даними ТМА 12) | 3 TA калібру 533 5 торпед або 18 мін (за іншими даними ТМА 12) |

U-13 — малий німецький підводний човен типу II-B для прибережних вод, часів Другої світової війни. Заводський номер 248.

## Історія служби
Введений в стрій 30 листопада 1935 року. З 1 вересня 1935 року приписаний до 1-ї флотилії. Здійснив 9 бойових походів, потопив 9 суден (28 056 брт). Потоплений 31 травня 1940 року на південний схід від Лоустофт глибинними бомбами британського шлюпа «Вестон». Усі 26 членів екіпажу врятовані.

## Командири
- Капітан-лейтенант Ганс-Герріт фон Штокгаузен (30 листопада 1935 — 30 вересня 1937)
- Капітан-лейтенант Карл Даублебскі фон Айхайн (1 жовтня 1937 — 5 листопада 1939)
- Капітан-лейтенант Гайнц Шерінгер (6 листопада 1939 — 2 січня 1940)
- Оберлейтенант-цур-зее Вольфганг Лют (16—28 грудня 1939)
- Оберлейтенант-цур-зее Макс-Мартін Шульте (3 січня — 31 травня 1940)

## Потоплені та пошкоджені кораблі
| Дата              | Тип судна           | Назва судна        | Тоннаж | Статус                          | Належність      | Примітка    | Вантаж                                               | Координати                                                |
| ----------------- | ------------------- | ------------------ | ------ | ------------------------------- | --------------- | ----------- | ---------------------------------------------------- | --------------------------------------------------------- |
| 10 вересня 1939   | вантажне судно      | Magdapur           | 8 641  | підірвалось на міні             | Велика Британія |             | в баласті                                            | 52°11′ пн. ш. 1°43′ сх. д. / 52.183° пн. ш. 1.717° сх. д. |
| 16 вересня 1939   | пасажирський лайнер | City of Paris      | 10 902 | підірвалось на міні, пошкоджено | Велика Британія |             |                                                      | 51°14′ пн. ш. 1°43′ сх. д. / 51.233° пн. ш. 1.717° сх. д. |
| 24 вересня 1939   | вантажне судно      | Phryné             | 2 660  | підірвалось на міні             | Франція         |             | вугілля                                              | 52°09′ пн. ш. 1°43′ сх. д. / 52.150° пн. ш. 1.717° сх. д. |
| 30 жовтня 1939    | вантажне судно      | Cairnmona          | 4 666  | потоплено                       | Велика Британія | конвой HX-5 | генеральний вантаж, який складав шерсть, мідь, злаки | 57°38′ пн. ш. 1°45′ зх. д. / 57.633° пн. ш. 1.750° зх. д. |
| 19 листопада 1939 | вантажне судно      | Bowling            | 793    | потоплено                       | Велика Британія |             | генеральний вантаж                                   | 55°45′ пн. ш. 1°35′ зх. д. / 55.750° пн. ш. 1.583° зх. д. |
| 6 січня 1940      | вантажне судно      | City of Marseilles | 8 317  | підірвалось на міні, пошкоджено | Велика Британія |             |                                                      | 56°41′ пн. ш. 2°04′ зх. д. / 56.683° пн. ш. 2.067° зх. д. |
| 31 січня 1940     | вантажне судно      | Start              | 1 168  | потоплено                       | Норвегія        |             | 1478 тон вугілля                                     | 57°25′ пн. ш. 1°35′ зх. д. / 57.417° пн. ш. 1.583° зх. д. |
| 1 лютого 1940     | вантажне судно      | Fram               | 2 491  | потоплено                       | Швеція          |             | в баласті                                            | 57°43′ пн. ш. 2°06′ зх. д. / 57.717° пн. ш. 2.100° зх. д. |
| 6 лютого 1940     | вантажне судно      | Anu                | 1 421  | підірвалось на міні             | Естонія         |             | генеральний вантаж                                   | 56°41′ пн. ш. 2°04′ зх. д. / 56.683° пн. ш. 2.067° зх. д. |
| 17 квітня 1940    | вантажне судно      | Swainby            | 4 935  | потоплено                       | Велика Британія |             | в баласті                                            | 61°00′ пн. ш. 0°50′ зх. д. / 61.000° пн. ш. 0.833° зх. д. |
| 26 квітня 1940    | вантажне судно      | Lily               | 1 281  | потоплено                       | Данія           |             | китайська порцеляна                                  | 58°30′ пн. ш. 5°03′ зх. д. / 58.500° пн. ш. 5.050° зх. д. |
| 28 квітня 1940    | танкер              | Scottish American  | 6 999  | пошкоджено                      | Велика Британія |             | 9491 тон нафти                                       | 58°41′ пн. ш. 4°40′ зх. д. / 58.683° пн. ш. 4.667° зх. д. |